# 佩雷佩利亞切
48°6′39″N 35°58′31″E / 48.11083°N 35.97528°E
佩雷佩利亞切（烏克蘭語：Перепеляче）是烏克蘭的村落，位於該國中部第聶伯羅彼得羅夫斯克州，由錫內利尼科韋區瓦西里基夫卡市镇負責管轄，處於上泰爾薩河畔，分別距離新赫里霍里夫卡2.5公里和巴甫利夫卡3公里，2001年人口9。